# Angle holandès

NYC - 2008 - foto disparada utilitzant l'angle holandès

Angle holandès, aberrant, vortex angle o dutch angle és un enquadrament en el qual la càmera s'inclina de 25 a 45 graus; Aquesta tècnica ha tingut múltiples connotacions al cinema i la fotografia; la seva principal atribució és la sensació d'inestabilitat en una escena; no obstant això es fa servir amb altres funcions com admiració, dinamisme, terror i fantasia. Habitualment, se sol estructurar el muntatge d'aquests plans combinant inclinacions successives oposades. Un pla escorat a la dreta segueix amb un cap a l'esquerra i així successivament. Una altra opció consisteix a moure la càmera fent que oscil·li, com si es tractés d'un pèndol. Aquesta última tècnica es pot veure en moltes escenes de la pel·lícula “The Brave One”, 2007.
L'origen del nom ve de la paraula "deutsch" (alemany). És és un canvi lingüístic de la paraula Deutsch, la paraula alemanya per referir-se a "alemany" i no té a veure amb els holandesos o la llengua neerlandesa. Aquest tipus de pla es va fer servir amb reiteració al cinema expressionista alemany dels anys 30 i 40, però amb el temps es va confondre amb el terme "dutch"(holandès) i va acabar com a Dutch Angle.
És famosa la utilització del Dutch Angle en la pel·lícula El tercer home (The Third Man, 1949) per emfatitzar la degeneració del malvat personatge interpretat per Orson Welles.
El cinema alemany de principis del segle xx va formar part del moviment expressionista, que va utilitzar extensament l'angle holandès.

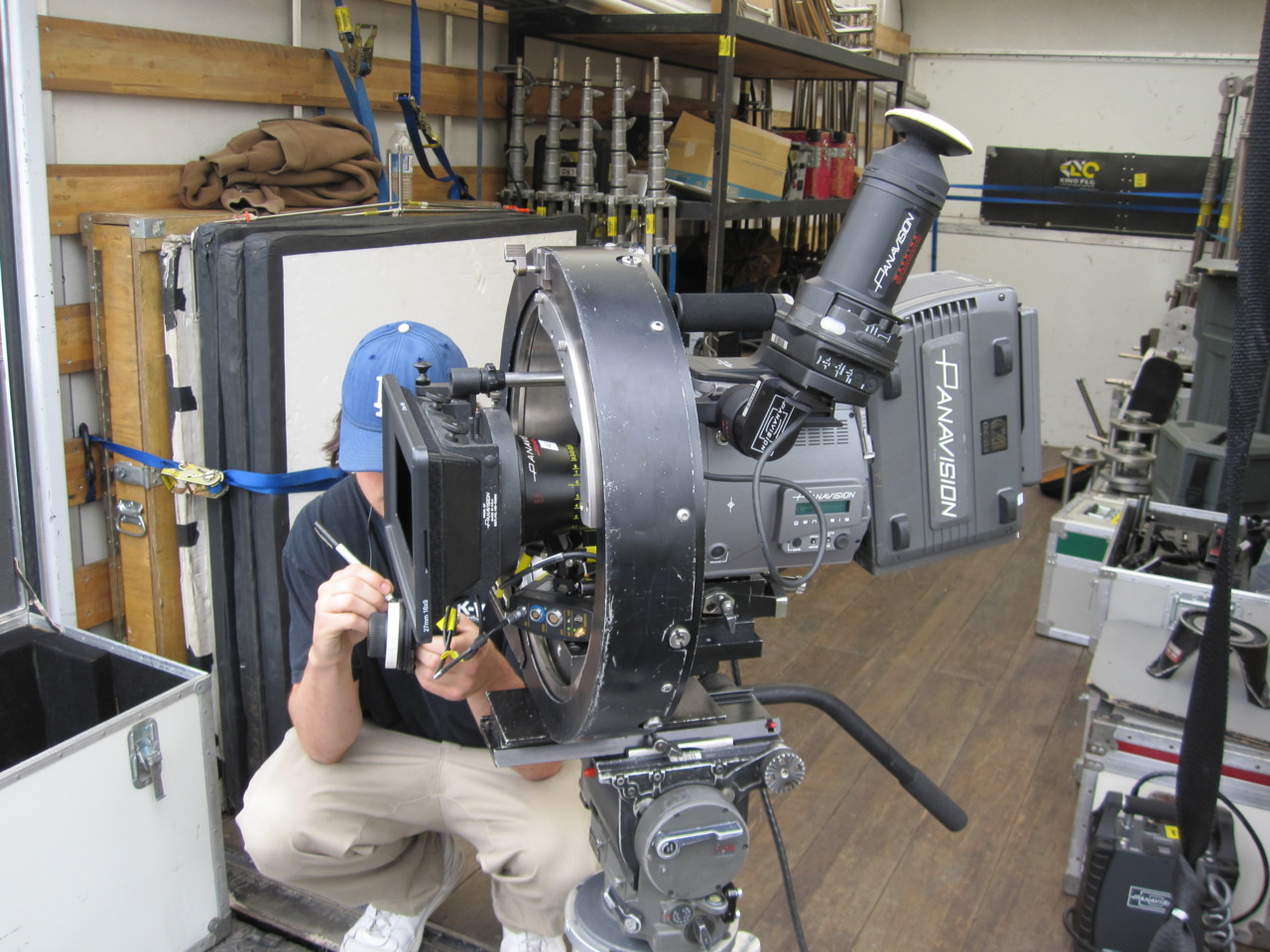
Un eix especial permet al director de fotografia fer servir angles holandesos

## Història
Quan Edwin Stanton Porter roda Dream of a rarebit fiend l'any 1906, vol mostrar que el món oscil·li al voltant del seu personatge, aficionat no moderat de chester i d'alcohol. « El golafre ha perdut la noció de la verticalitat i giravolta en tots sentits, intentant agafar-se a un fanal que oscil·la com un pèndol de rellotge mentre les imatges de carrers giren al seu voltant. No és el fanal que es sacseja per aquest balanceig psicològic, és la mateixa càmera que s'inclina alternativament d'esquerra a la dreta. El pla és a continuació recobert per sobreimpressió de diverses altres preses de vista d'avingudes recorregudes d'una intensa circulació automoció, filmades en panoràmiques no horitzontals. »

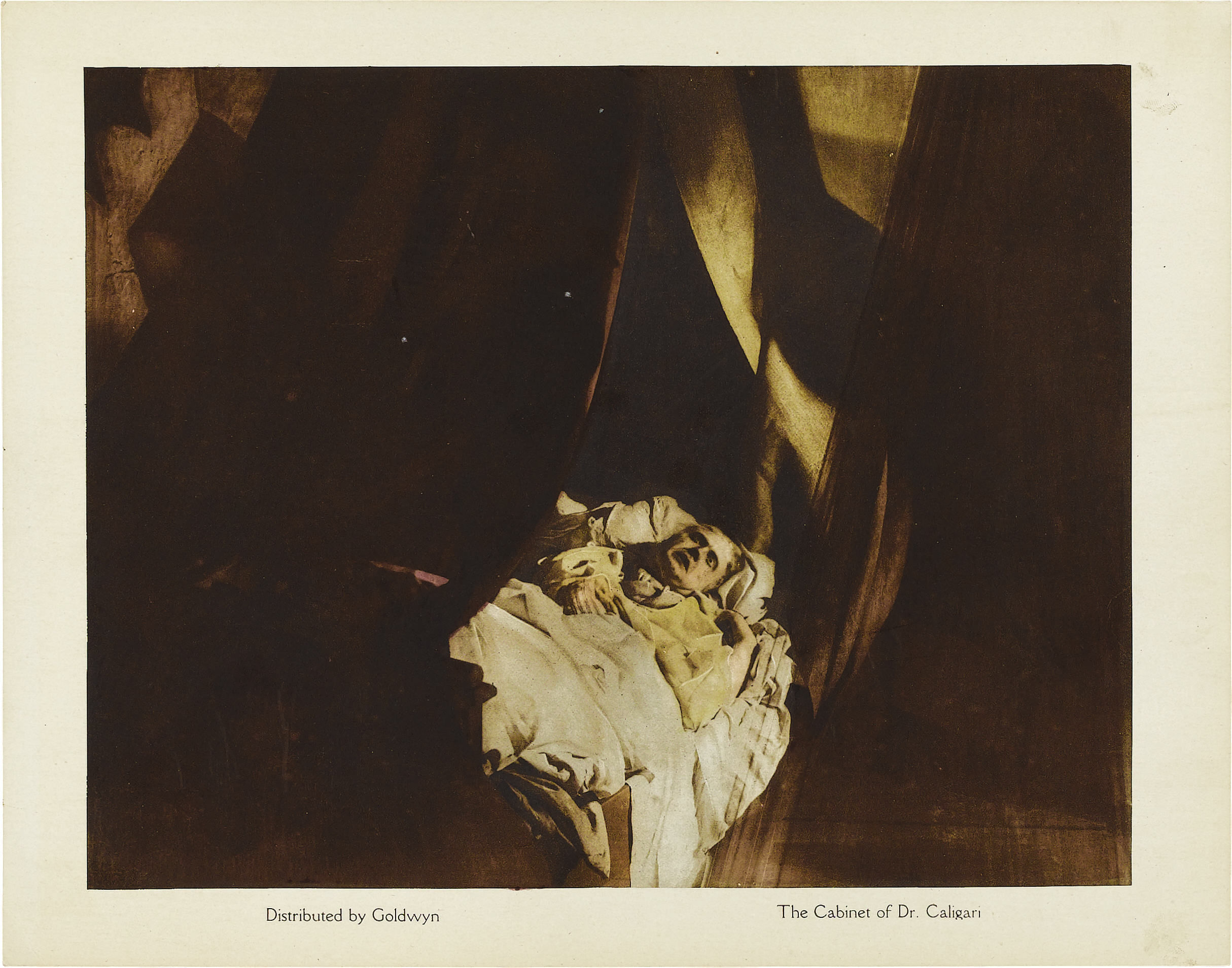
Pla trencat del Gabinet del doctor Caligari

Els films alemanys que segueixen la Primera Guerra Mundial, com el de l'any 1919 El gabinet del Dr. Caligari, utilitzen abundantment els plans trencats, seguint l'estela de l'expressionisme, aquest corrent artístic marcat pel record traumàtic d'una guerra generalitzada. Els cineastes alemanys, i altres més endavant, volen sacsejar la mirada de l'espectador. 
| « | Res no permetia inclinar l'enquadrament, i d'altra banda ningú no en tenia la idea: la foto o el film ben quadrats respectaven sempre l'horitzontal i la vertical. » | » |

Però 
| « | la simple fantasia també pot inspirar un enquadrament trencat | » |

Així, l'any 1924, a Entr’acte, el realitzador francès René Clair mostra automòbils rodant per una carretera en un pla que ha esdevingut famós, un pla compost que és el resultat de dues preses, separades a la meitat de l'enquadrament per un porticó i un contraporticó. Les dues preses han estat realitzades amb dues inclinacions contrariades a 45° i aquest pla trucat ens descobreix una imatge inusitada i sorprenent de la circulació, completament boja, fins i tot delirant.
El documental de cinema experimental de 1929 de Dziga Vértov, Txelovek s kinoapparàtom, conté plans trencats, sobretot el pas d'un tren a cuitacorrents. El film de 1949 El tercer home aïlla el personatge principal de l'espia, interpretat per Orson Welles, en un entorn hostil, les ruïnes i els embornals de Viena. Tornada a l'expressionisme, aquest film té lloc també en una guerra encara més homicida que la Primera Guerra Mundial. Una anècdota humorística pretén que una vegada el rodatge acabat, l'equip hauria ofert al realitzador Carol Reed un nivell de bombolles, per tal d'encoratjar-lo a tornar a enquadraments més tradicionals.
L'angle holandès és utilitzat avui, sobretot pels realitzadors inspirats per la pintura, com Tim Burton amb Edward Scissorhands, i Ed Wood, o Terry Gilliam amb Brazil, El rei pescador, Monty Python and the Holy Grail, 12 Monkeys i Tideland, per representar la bogeria, la desorientació, i/o els efectes de la droga. A la seva trilogia Evil Dead, Sam Raimi utilitza l'angle holandès per mostrar un personatge posseït per un dimoni. A Atrapat pel passat, Brian De Palma utilitza llargs plans seqüències trencats, en els quals varia l'angle respecte l'horitzontal, que li serveixen per marcar l'efecte principal de pla subjectiu.

Per contra, un film de ciència-ficció com Camp de batalla: la Terra (2002), ha estat fortament criticat per a la seva utilització exagerada dels angles holandesos. El crític de film Roger Ebert diu a propòsit : 
| « | El director, Roger Christian, ha après gràcies a millors films que els directors inclinen de vegades les seves càmeres, però no ha après el perquè | » |

.

## Galeria d'imatges agafades amb un angle holandès

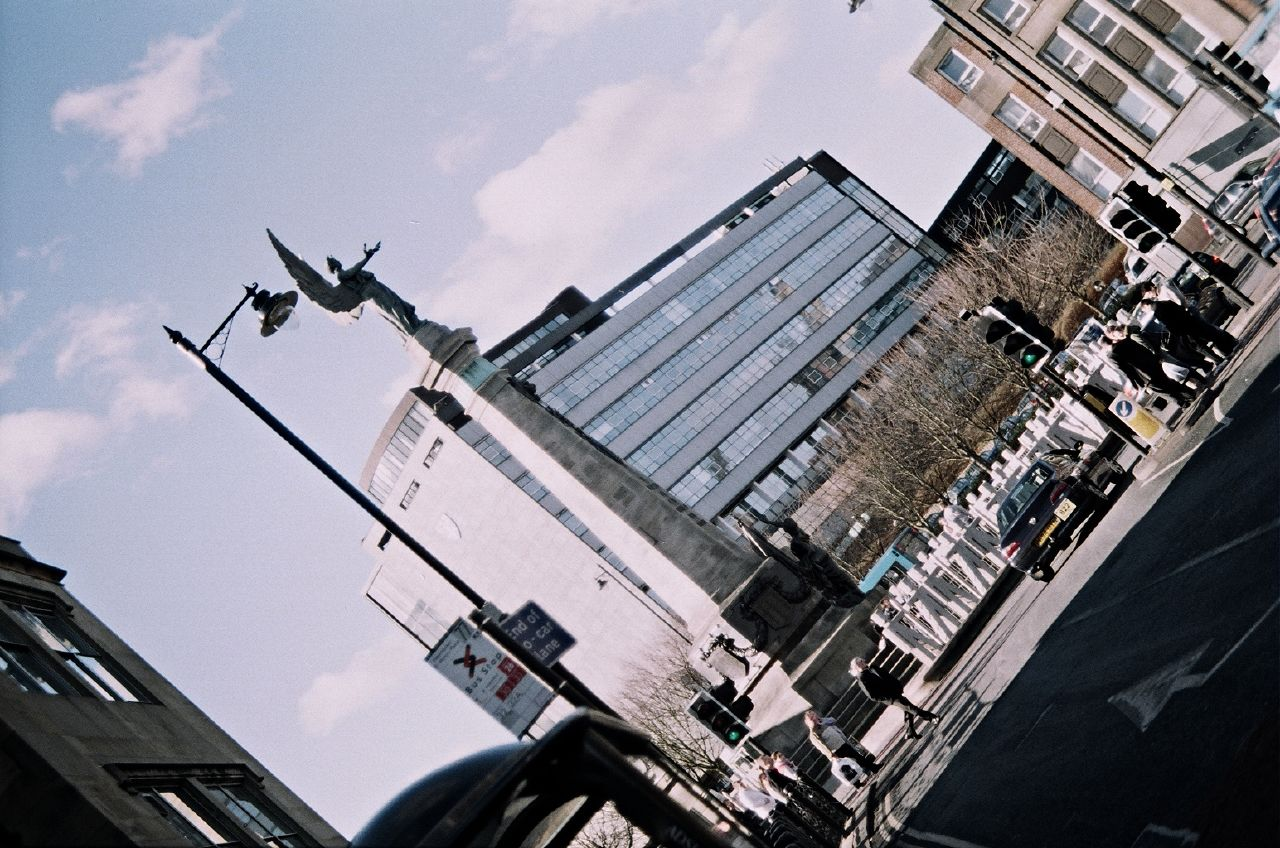
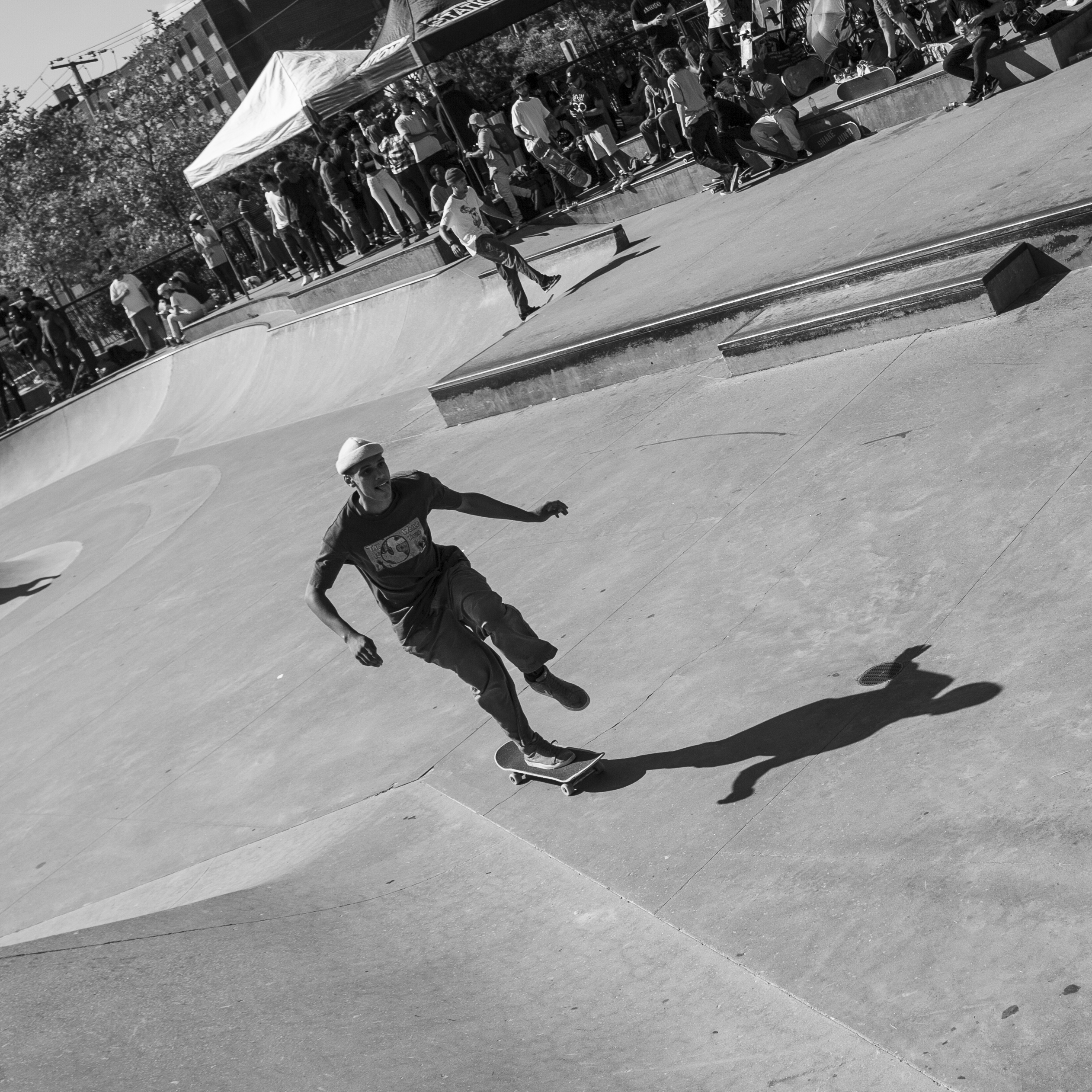
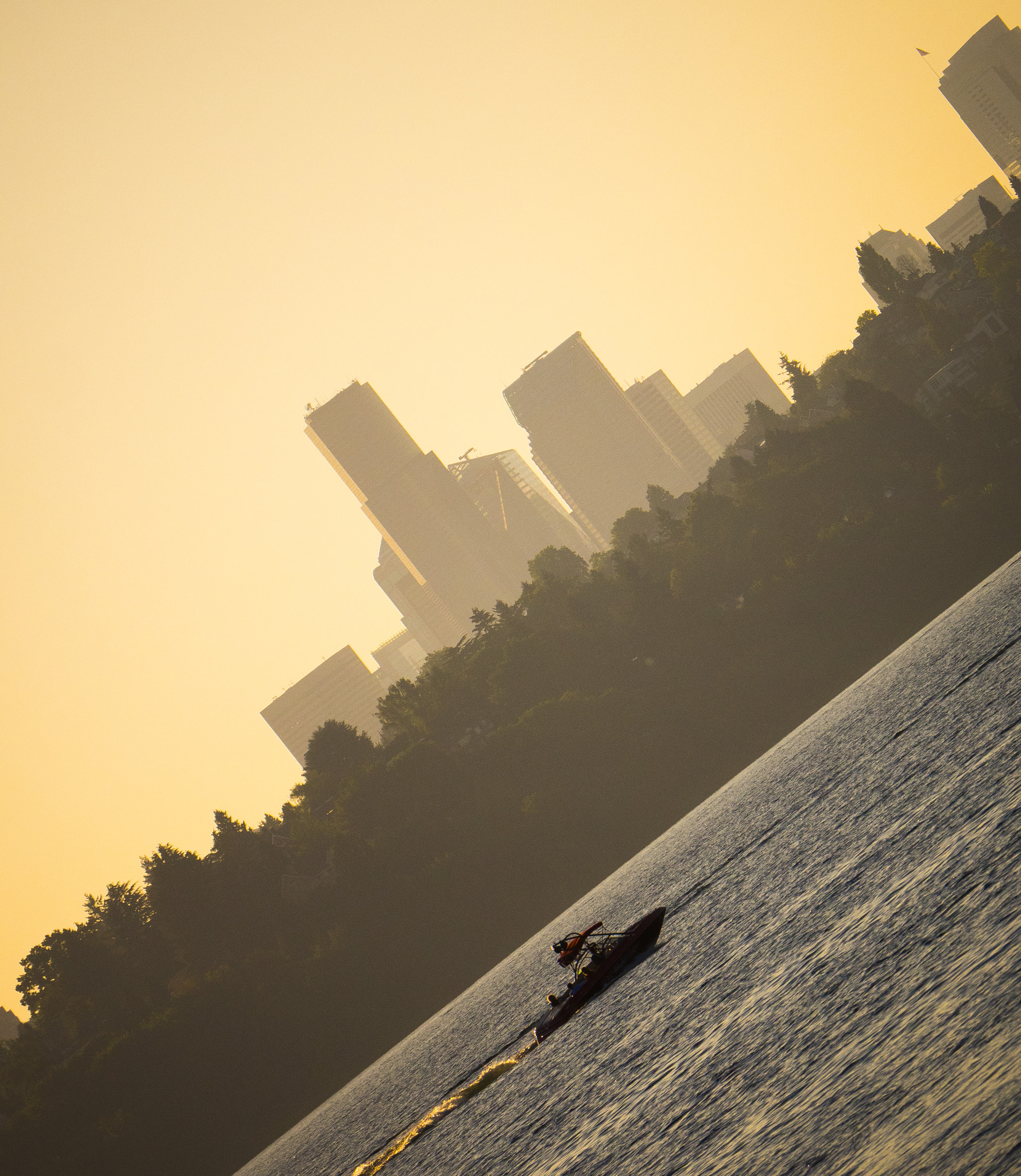
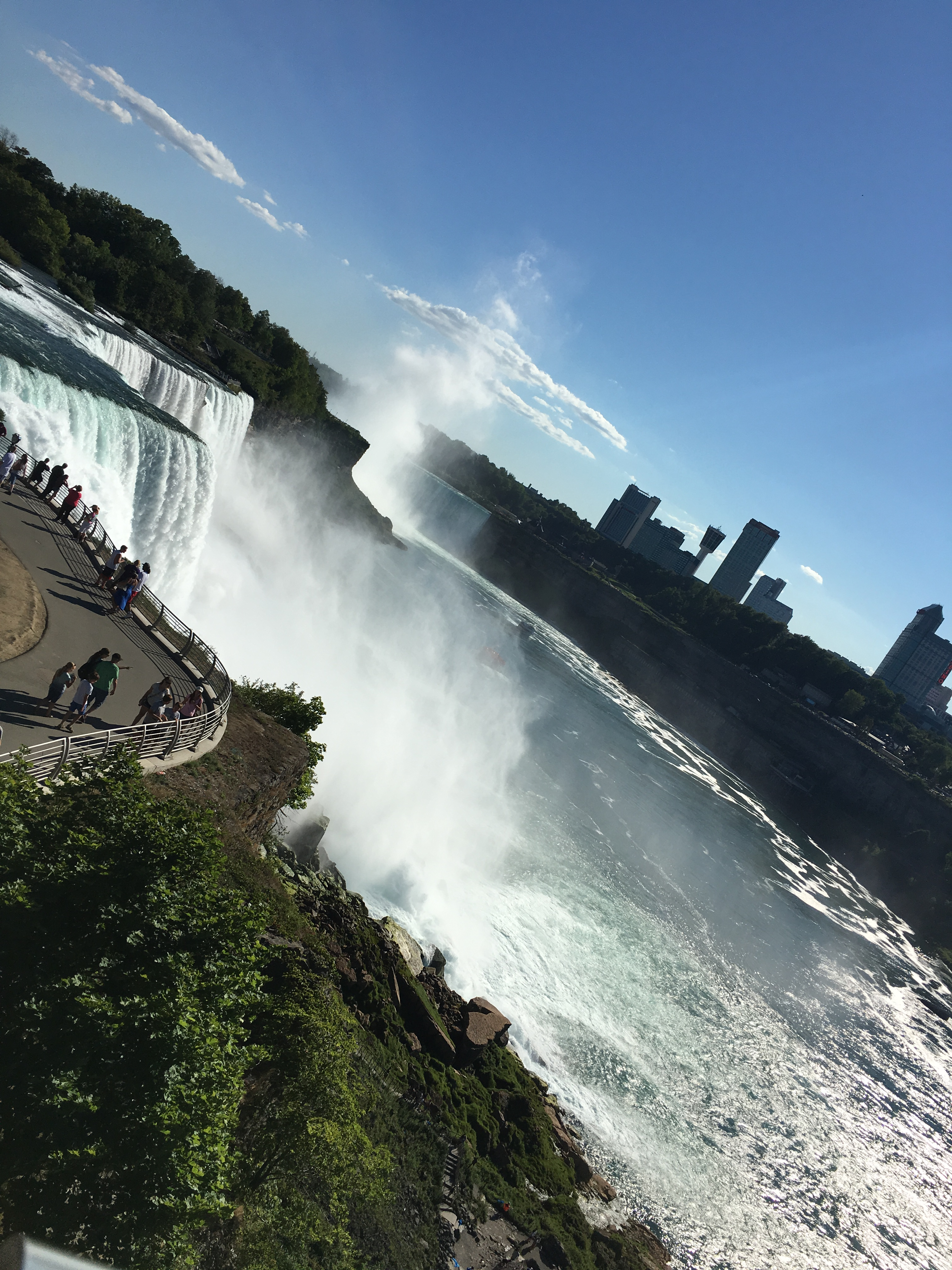
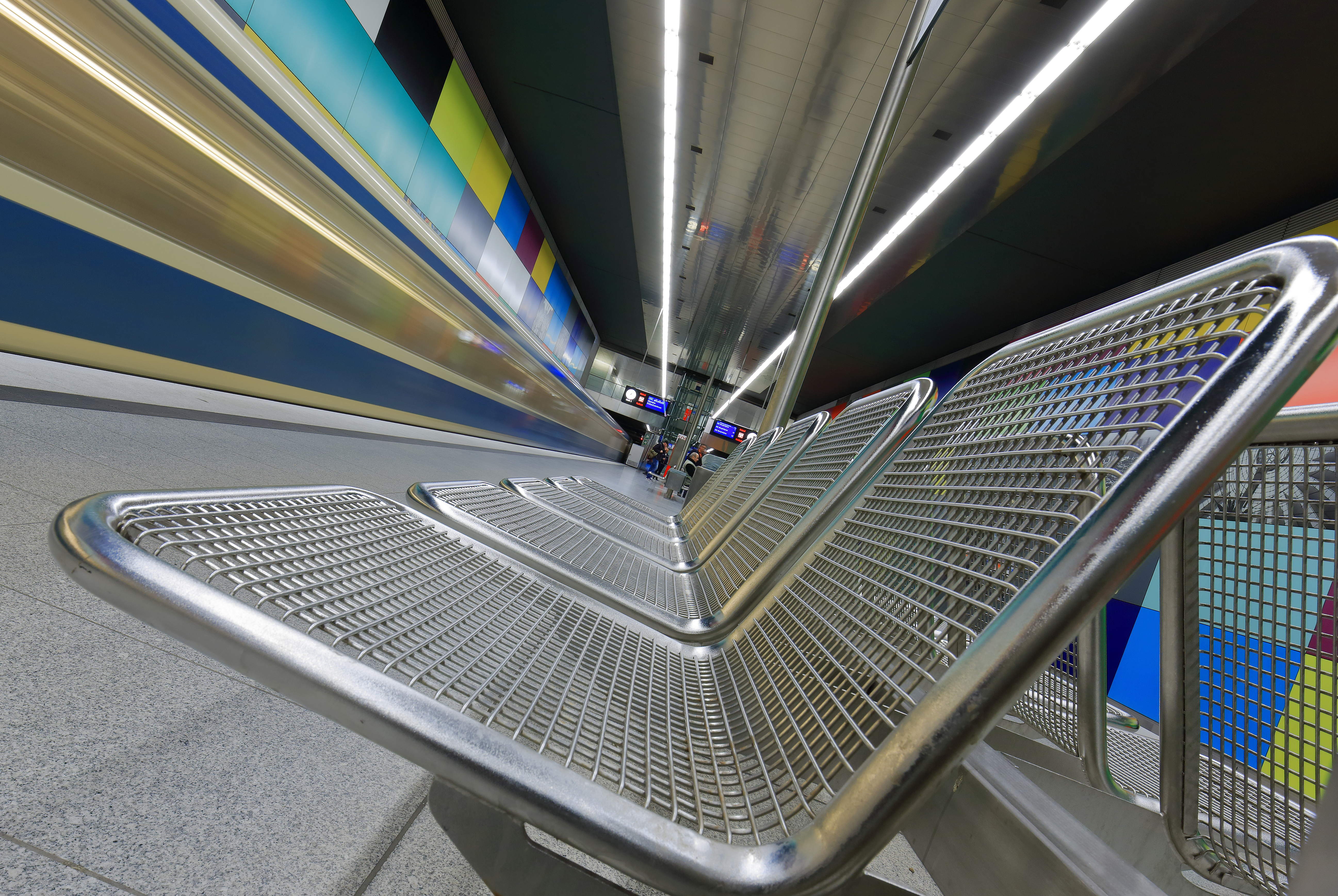
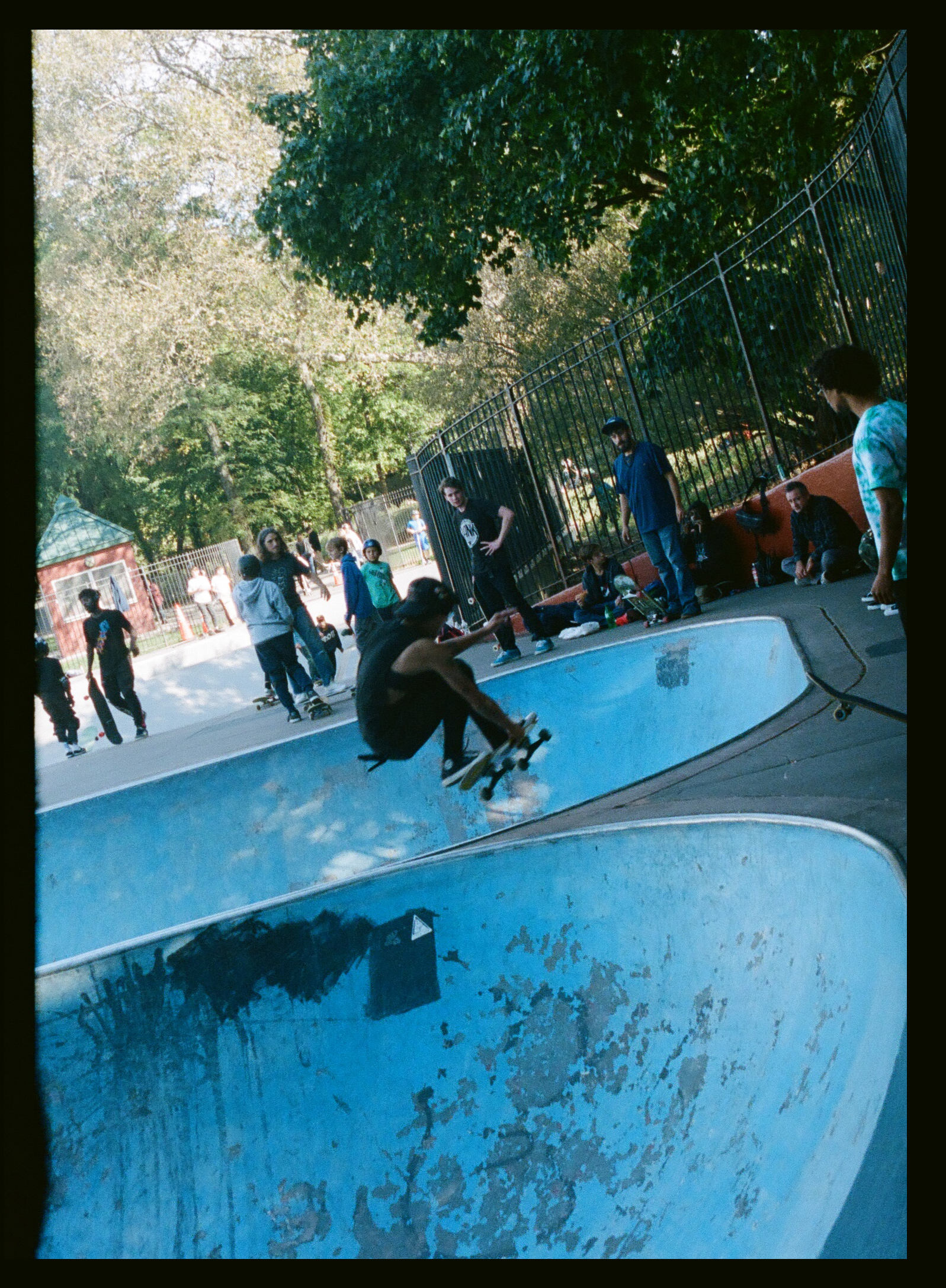
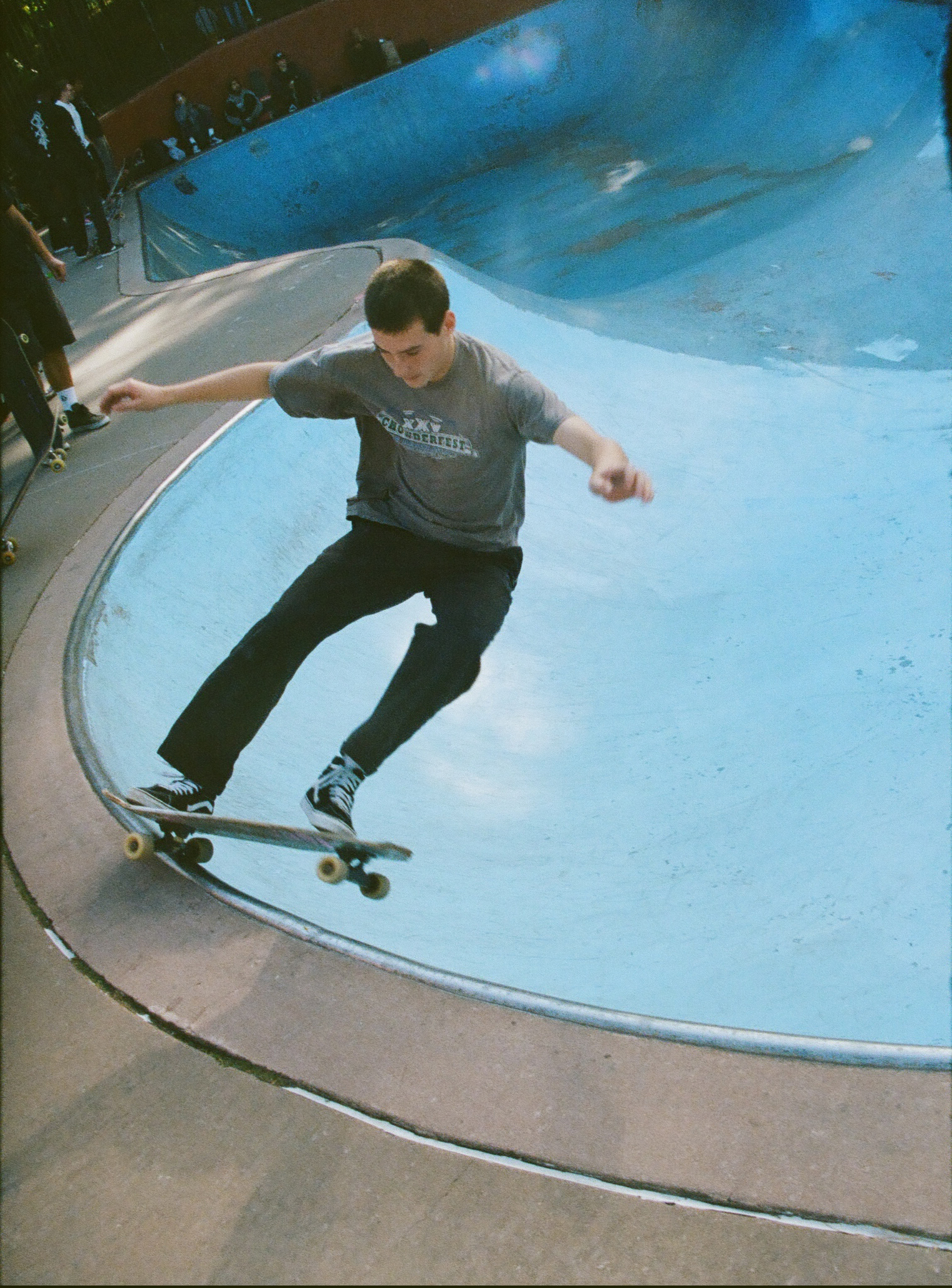
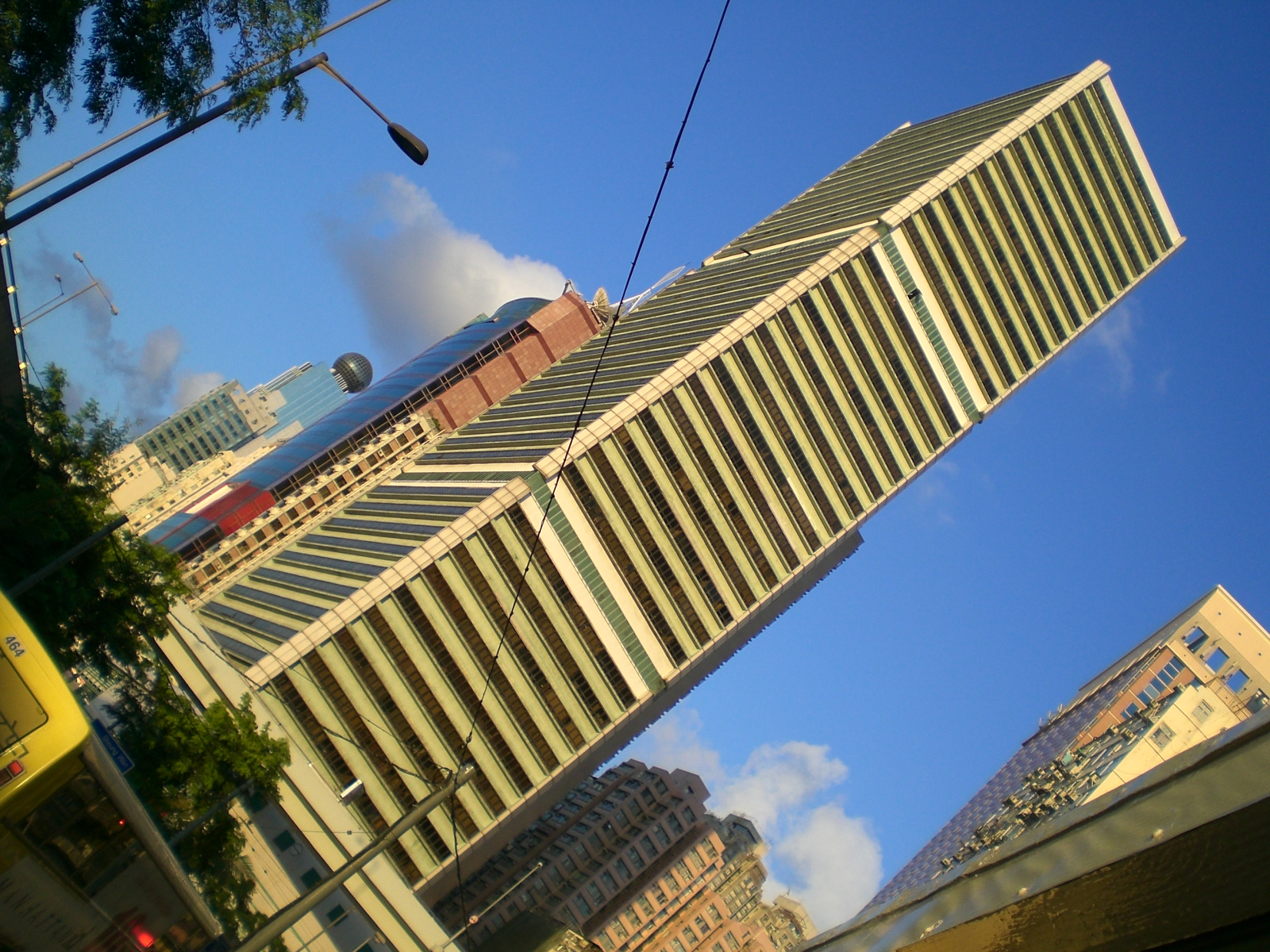
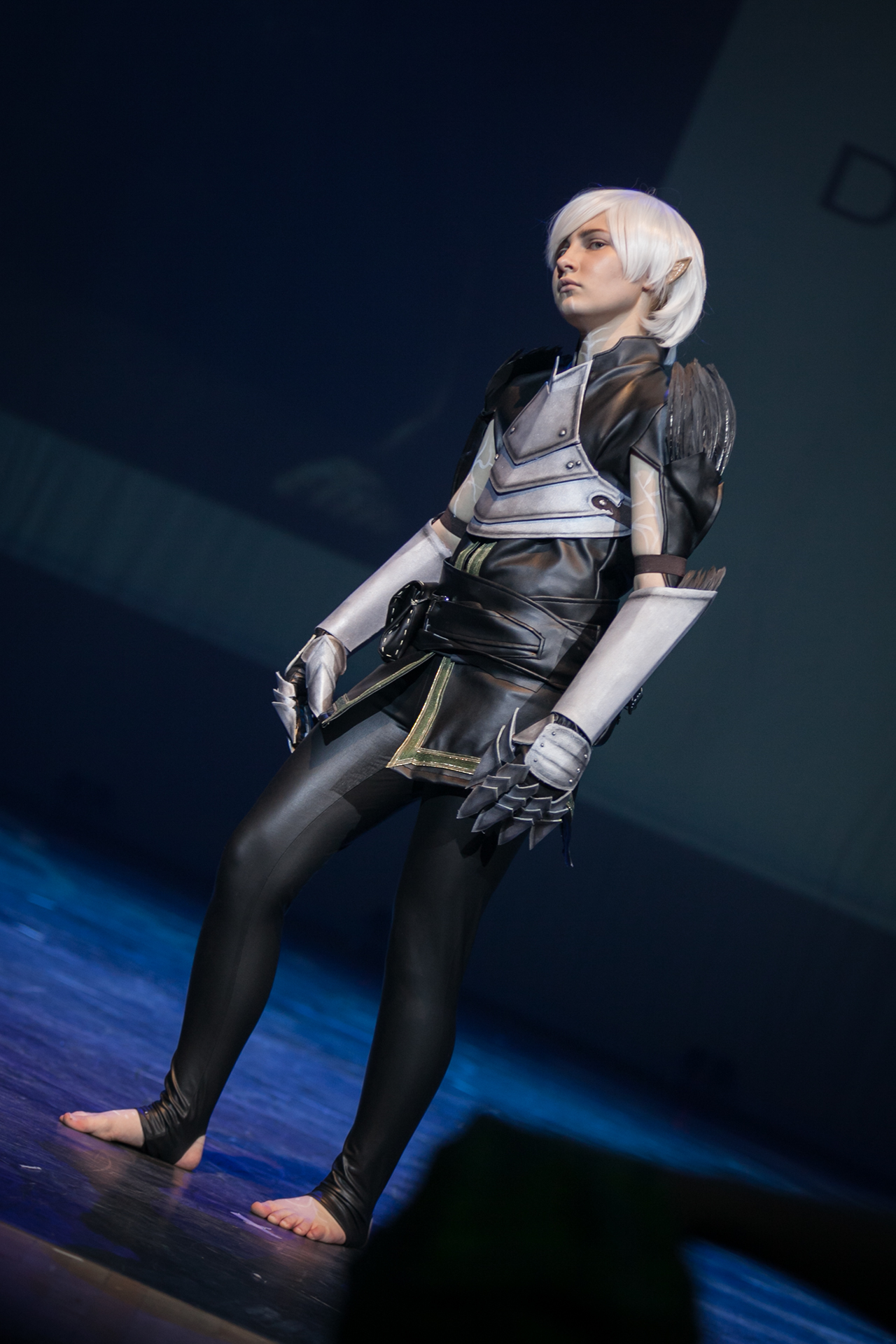
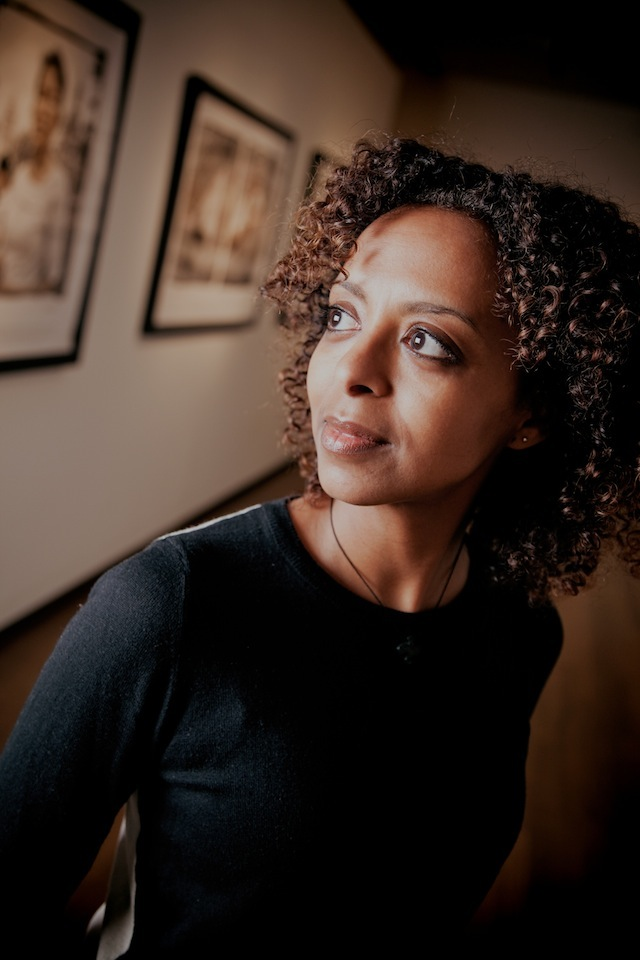